# Elbert H. Hubbard

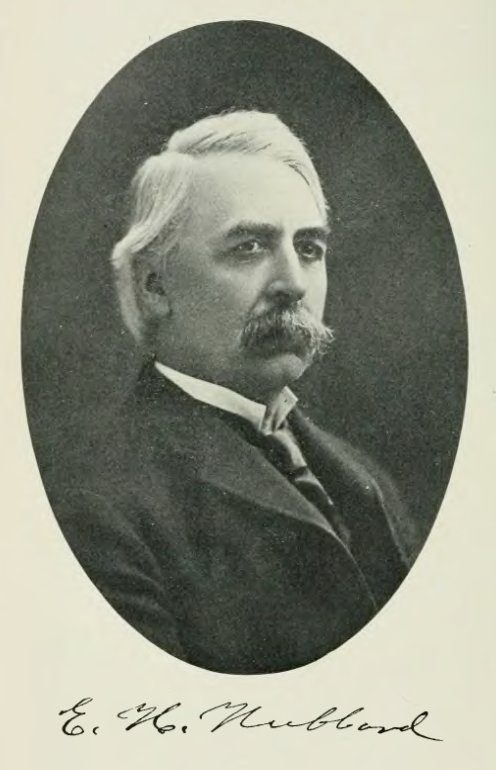
Elbert H. Hubbard (1903)

Elbert Hamilton Hubbard (* 19. August 1849 in Rushville,  Rush County, Indiana; † 4. Juni 1912 in Sioux City, Iowa) war ein US-amerikanischer Politiker. Zwischen 1905 und 1912 vertrat er den Bundesstaat Iowa im US-Repräsentantenhaus.

## Werdegang
Elbert Hubbard war ein Sohn von Asahel W. Hubbard (1819–1879), der zwischen 1863 und 1869 ebenfalls den Staat Iowa im Kongress vertrat. Der jüngere Hubbard besuchte die öffentlichen Schulen seiner Heimat und genoss zeitweise auch eine private Ausbildung. Bis 1872 war er am Yale College. Nach einem anschließenden Jurastudium und seiner im Jahr 1874 erfolgten Zulassung als Rechtsanwalt begann er in Sioux City  in seinem neuen Beruf zu praktizieren.
Politisch war Hubbard Mitglied der Republikanischen Partei. Im Jahr 1882 saß er als Abgeordneter im Repräsentantenhaus von Iowa; von 1900 bis 1902 gehörte er dem Staatssenat an. Bei den Kongresswahlen des Jahres 1904 wurde er im elften Wahlbezirk von Iowa in das US-Repräsentantenhaus in Washington, D.C. gewählt. Dort trat er am 4. März 1905 die Nachfolge von Lot Thomas an. Nach drei Wiederwahlen konnte er bis zu seinem Tod am 4. Juni 1912 im Kongress verbleiben. Einen Tag, bevor er starb, hatte er sich bei der republikanischen Primary zur nächsten Kongresswahl im November 1912 erneut durchgesetzt.